# Imperial
A IMPERIAL - Produtos Alimentares, S.A. é a maior empresa portuguesa na área do fabrico e comercialização de chocolates.
As marcas da Imperial têm também presença em vários festivais de chocolate, como o Chocolatefest, na Figueira da Foz, promovendo concursos infantis e degustações.
A administradora da empresa Imperial é Manuela Tavares de Sousa.

## Marcas e produtos
A Imperial é dententora das marcas Regina, Jubileu, Pintarolas, Pantagruel, Fantasias e Allegro. Em 2011, relançou os famosos "Bombons Coração", produtos bastante conhecidos nos anos 70 e 80. A Imperial é também conhecida pelo produto Coma com Pão (da marca Regina), já comercializado há vários anos no mercado nacional.
A Imperial tem criado também, devido ao forte crescimento na área de exportação, produtos exclusivos como o Jubileu Carré e o Jubileu Minitabletes no Brasil, mercado onde se encontra desde 2000.
Em 2011, devido ao seu êxito no Brasil, o produto Jubileu Carré, que permite monitorizar o consumo diário de chocolate, foi lançado também em países da Europa do Leste, nomeadamente a República Checa e a Eslováquia.

## Mercados
Os seus produtos são vendidos em mais de 30 países por todo o mundo. Alguns dos principais mercados de exportação são a Europa de Leste e o Brasil.
A marca planeia também entrar, em 2012, no mercado da Rússia e do Médio Oriente.

## Publicidade
A Imperial é responsável pelo anúncio de Natal mais reconhecido de sempre na história do país. Tão famoso que esteve no ar durante 18 anos consecutivos desde 1980. trata-se do anúncio dos chocolates de leite “Fantasias de Natal” da fábrica de chocolates Imperial
Nele um avô e neta conversam junto a uma Árvore de Natal e lareira: “Depois estava o peixinho, veio o gato e comeu--o. Mas veio o cão e o gato teve de se esconder”, continua o avô, bonacheirão, enquanto dá umas trincas no cão. E no gato e no peixe. “Não, não, o coelhinho veio com o pai natal e o palhaço no comboio ao circo”, diz a menina, salvando assim os bichos do apetite voraz do avô.